# 戸川達富
戸川 達富（とがわ みちとみ）は、江戸時代の旗本（交代寄合）・知行5000石。通称は主計、のち玄蕃。室は交代寄合本堂氏の本堂玄親の娘。長男の達索の他の子として、玄親の子の伊親の養嗣子本堂苗親がいる。

## 経歴
備中庭瀬藩の第3代藩主・安宣の次男として生まれた。
延宝3年（1675年）3月23日に4代藩主で兄の安風より1000石を分知され、旗本となった。ただしこの時は双方とも幼年であり、兄弟の意思ではない。
延宝7年（1679年）に兄の安風が9歳で死去したことにより、大名戸川家は無嗣改易となった。しかし幕府により達安をして戸川家の名跡存続が許され、4千石を加増されて5千石の大身旗本・交代寄合として戸川宗家の名跡を相続した。所領の撫川に撫川陣屋を設けた。
天和3年（1683年）10月、幕府により庭瀬の一郡を召し上げられ、替地として小田郡の宇戸谷村・上高末村ならびに川上郡の二ヶ（仁賀）村・佐屋村・九名村・大津寄村・高山村を与えられた。
曽祖父の達安の時代から、戸川家の江戸屋敷は溜池を上屋敷・麻布を下屋敷と定められていたが、元禄10年（1697年）に幕府からの屋敷替えの命により溜池の屋敷が召し上げとなった。代替として、四谷内藤宿に屋敷を与えられた。これにより、麻布を上屋敷、四谷内藤宿を下屋敷とした。
宝永5年（1708年）1月11日、定火消となり、正徳5年（1715年）3月11日に職を辞した。
享保14年（1729年）、江戸にて病没。跡目は長男の達索が継いだ。